# Hyllisia koui
Hyllisia koui là một loài bọ cánh cứng trong họ Cerambycidae.